# Vilã (album)
Vilã è il quinto album in studio della cantante brasiliana Ludmilla, pubblicato il 24 marzo 2023 dalla Warner Music Brasil.

## Tracce
1. Nasci pra vencer (Dallass) – 2:28
2. Sou má (con Ajaxx, Tasha e Tracie) – 3:30
3. Senta e levanta (con Stefflon Don e Topo La Maskara) – 2:36
4. Brigas demais (con Delacruz e Gaab) – 4:08
5. 5 contra 1 (con Dallass) – 2:37
6. Vem por cima (feat. Piso 21) – 3:12
7. Socadona (con Mariah Angeliq e Topo La Maskara feat. Mr. Vegas) – 3:06
8. Solteiras shake (con DJ Gabriel do Borel) – 2:07
9. Sintomas de prazer – 2:28
10. Eu só sinto raiva (con Ariel Donato) – 2:22
11. Malvadona – 3:09
12. Gostosa com intensidade (con Oruam e Vulgo FK) – 2:18
13. Make Love – 2:41
14. Me deixa ir – 2:20
15. Todo mundo louco (con Capo Plaza, i Tropkillaz e Ape Drums) – 2:24

Note
- Sou má contiene campionamenti tratti da Nice dei The Carters.[1]